# Regione di Diourbel
La regione di Diourbel è una regione amministrativa del Senegal, con capoluogo Diourbel. Corrisponde all'incirca all'antico regno del Baol e i suoi abitanti sono ancora detti Bawol-Bawol.

## Suddivisioni
La regione è divisa in: 3 dipartimenti (elencati), 7 arrondissement e 13 comuni.
|  | - Bambey - Diourbel - Mbacké |